# Aromatizace

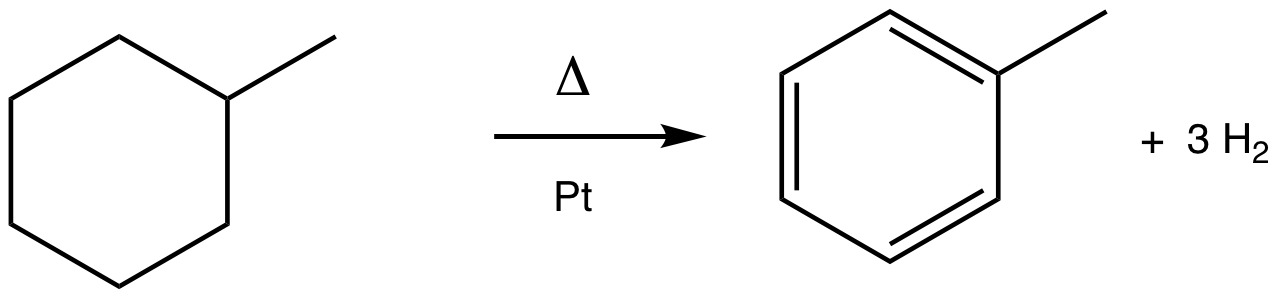
Přeměna methylcyklohexanu na toluen katalyzovaná platinou, reakce využívaná při výrobě benzinu z ropy

Aromatizace jsou chemické reakce, při kterých vznikají aromatické systémy u původně nearomatických výchozích látek. Nejčastěji jde o dehydrogenace cyklických sloučenin, jako je přeměna cyklohexanu na benzen. K aromatizacím patří také některé reakce vytvářející heterocykly.

## V průmyslu
Aromatizační reakce mají velký význam při zpracovávání ropy; jednou z nejvýznamnějších je dehydrogenace cykloalkanů. Tento proces, katalyzovaný platinou, například převádí methylcyklohexan na toluen. Při dehydrocyklizacích vznikají aromatické sloučeniny z acyklických; obdobným dějem je například dehydroizomerizace methylcyklopentanu na benzen:

## Biochemické procesy
Aromatázy jsou enzymy schopné aromatizovat cyklické řetězce ve steroidech. Takto jsou například převáděny testosteron na estradiol a androstendion na estron. Při těchto aromatizacích dochází k oxidacím methylových skupin na C-19 za odštěpení kyseliny mravenčí a získání aromaticity. Takovéto přeměny hrají roli v karcinogenezi nádorů prsu a vaječníků a v gynekomastii u mužů. Inhibitory aromatáz, jako jsou exemestan (vytvářející s aromatázami trvale deaktivující vazby) a anastrozol a letrozol (které enzymy inhibují kompetitivně) se ukázaly jako účinnější než léčiva potlačující tvorbu estrogenů, například tamoxifen, pravděpodobně tomu tak je proto, že brání tvorbě estradiolu.

## Mechanismy

### Oxidační dehydrogenace
U cyklohexanu, cyklohexenu, cyklohexa-1,3- a cyklohexa-1,4-dienu je nejjednodušším způsobem aromatizace dehydrogenace; s rostoucí mírou nenasycení se snižuje aktivační bariéra a nejnáchylnější k aromatizacím jsou tak cyklohexadieny. Dehydrogenace patří mezi redoxní reakce. Dehydrogenační aromatizace jsou opačnými reakcemi k hydrogenacím arenů. Nejvíce se využívají dehydrogenace cyklohexanů a podobných sloučenin, katalyzované platinou.
Častým oxidačním činidlem je zde 2,3-dichlor-5,6-dikyano-1,4-benzochinon; tuto látku lze ve spojení s kyselinami jako katalyzátory použít na přípravu steroidů obsahujících fenanthrenová jádra oxidací a dvojnásobným methylovým přesmykem. Oxidant se zde redukuje na derivát hydrochinonu:
Při aromatizacích se často používá síra (pak je odstupující skupinou sulfan) nebo selen (poté je odstupující skupinou selan).
Aromatizace mohou spouštět rozpustné komplexy přechodných kovů. α-Felandren (2-methyl-5-isopropylcyklohexa-1,3-dien) se za přítomnosti chloridu ruthenitého oxiduje na p-cymen.
Oxidační dehydrogenace dihydropyridinu vytváří pyridin a také patří mezi aromatizační reakce.

### Dehydratace

Semmlerova–Wolffova syntéza anilinu

Nearomatické kruhy lze aromatizovat několika způsoby. Semmlerova–Wolffova reakce spočívá v dehydrataci oximu cyklohexen-2-onu na anilin v kyselém prostředí.

### Tautomerizace

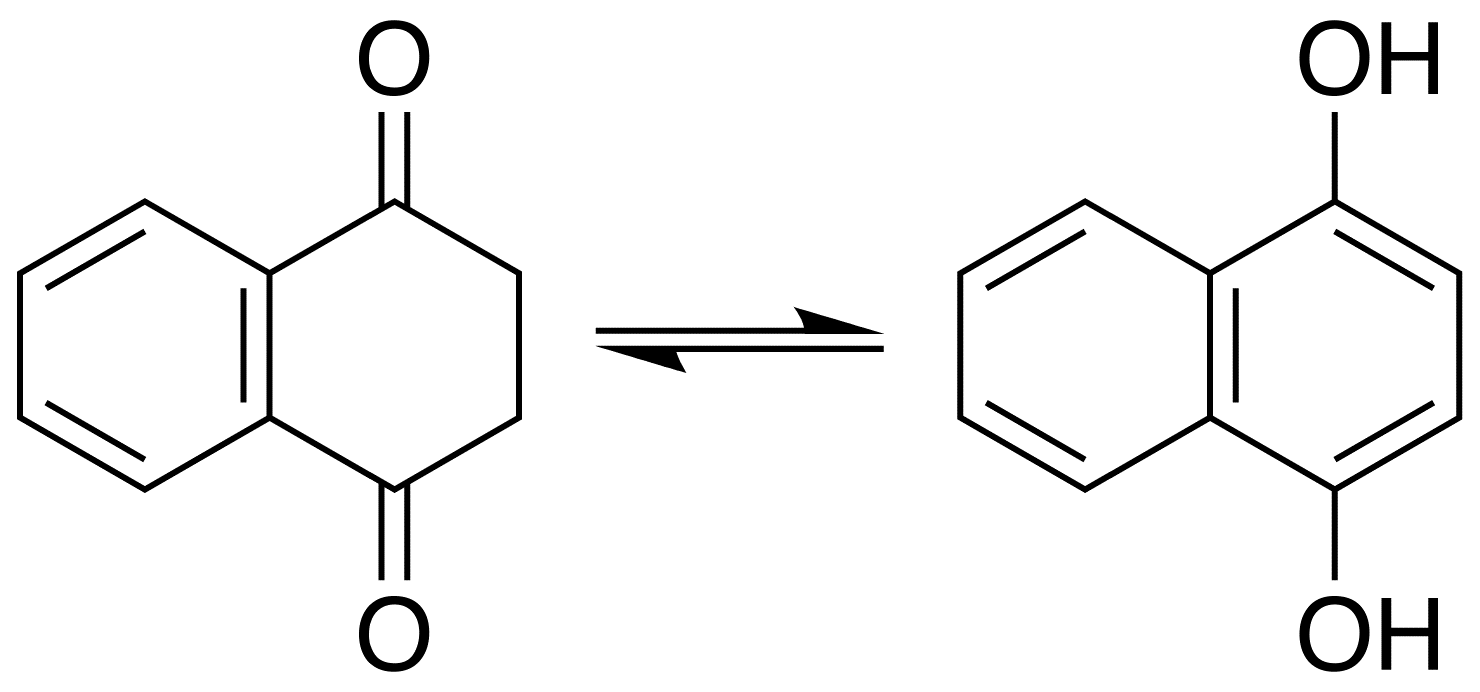
1,4-dioxotetralin a jeho aromatizovaný tautomer 1,4-naftalendiol se v roztocích vyskytují v podobných množstvích.

Izomerizacemi cyklohexadienonů vznikají aromatické tautomery fenoly.
Naftalen-1,4-diol se při 200 °C z jedné třetiny přeměňuje na svou ketoformu, 1,4-dioxotetralin.

### Odštěpování hydridových iontů a protonů
Při aromatizacích se obvykle mění poměr počtu atomů uhlíku a vodíku (C:H). U cyklopentadienu odštěpením protonu vznikne aromatická konjugovaná kyselina, cyklopentadienylový anion, který se dá izolovat v podobě cyklopentadienidu sodného:
2 Na + 2 C5H6 → 2 NaC5H5 + H2
Aromatizování může být uskutečněno i odštěpením hydridových iontů. Tropyliový kation, C7H +
7 , vzniká aromatizací cykloheptatrienu za přítomnosti akceptoru hydridových iontů:

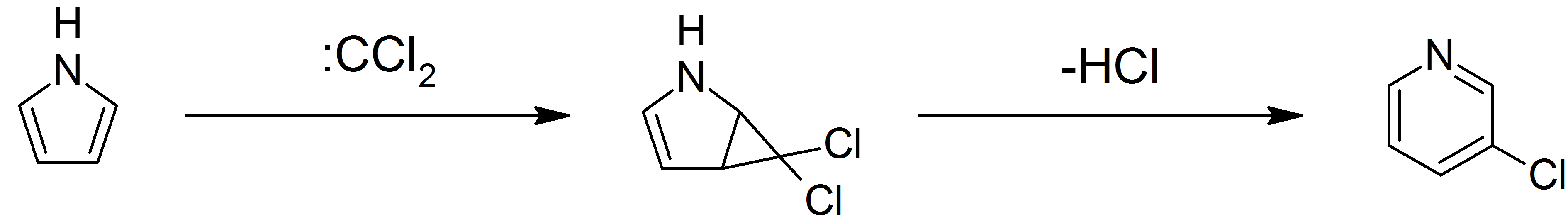
Ciamicianův–Dennstedtův přesmyk pyrrolu na pyridin; v prvním kroku probíhá dearomatizace a ve druhém aromatizace.

{C7H8 + Br2 → C7H +
7  + Br− + HBr

### Aromatizace acyklických sloučenin
Aromatizace acyklických sloučenin jsou v laboratořích méně obvyklé, ale jedná se o významnou součást u zpracování ropy.
Alkyny bývají poměrně snadno aromatizovatelné, protože již jsou částečně dehydrogenované. V Bergmanově cyklizaci se mění endiyny na dehydrobenzenové diradikály, ze kterých se odděluje vodík a dochází k aromatizování.
Endiynová skupina může být součástí již existujícího kruhu, v takovém případě lze získat bicyklický produkt za mírných podmínek, čemuž pomáhá kruhové napětí u reaktantu; například cyklodeka-3-en-1,5-diyn vytváří při 37 °C reakcí s cyklohexa-1,3-dienem benzen a tetralin, přičemž se vytváří dva nové aromatické kruhy: